# Vox-Schallplatten- und Sprechmaschinen-AG
Die Vox-Schallplatten- und Sprechmaschinen-AG in Berlin existierte von 1920 bis 1929 und vertrieb Schallplatten, Walzen und Abspielgeräte.

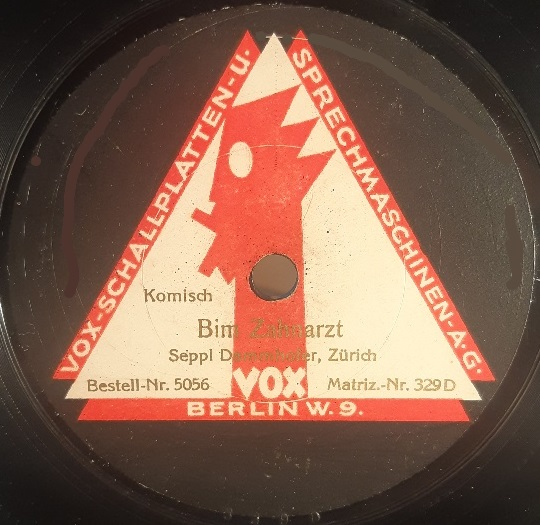
Signet von Wilhelm Deffke, hier Seppl Dammhofer (1923)

## Gründung

Aktie über 100 RM der Vox-Schallplatten- und Sprechmaschinen-AG vom Februar 1928

Die Vox-Schallplatten- und Sprechmaschinen-AG wurde am 30. Dezember 1920 unter dem Namen Tegesti gegründet und so auch am 19. Februar 1921 ins Firmenregister eingetragen. Am 10. Mai 1921 erhielt sie dann ihren späteren Namen, unter dem sie bekannt wurde. Die Vox hatte ihren Hauptsitz im Vox-Haus in der Potsdamer Straße, wo sich auch das Aufnahmestudio befand, besaß aber auch mechanische Werkstätten in Berlin-Friedenau, ein Montagewerk in Berlin SW, eine Plattenfabrik in Steglitz, Barsekowstraße, eine Laufwerke-Fabrik in Winterbach, mehrere Gehäusefabriken für Plattenschränke in Bremen sowie in der Berliner Viktoriastraße 33 eine Rundfunk-Einkaufsstelle.
Die Muttergesellschaft der Vox und anderer Firmen war die Hauptgesellschaft für Industrien, die 1921 von Otto Klung, August Stauch und Curt Stille gegründet wurde. Hauptgeldgeber war August Stauch, der sein Vermögen im Diamantenhandel in Südwestafrika gemacht und über die Nachkriegszeit gerettet hatte. Die Vox trat auf der Leipziger Frühjahrsmesse 1922 erstmals hervor.
Der Name „Vox“ wurde nach dem lateinischen Wort für Stimme gewählt und als Handelsmarke geschützt. Wilhelm Deffke setzte dieses Wort als Markenzeichen grafisch um, indem er einen stilisierten Art-Déco-„Negerkopf“ im Profil gestaltete, dessen Lippen zum Singen weit geöffnet waren und so den Buchstaben „V“ bildeten. Das „O“ ließ sich in der runden Form des Auges wiedererkennen, das „X“ ansatzweise in der Frisur. Dieses charakteristische Markenzeichen erschien nicht nur – meist rot gedruckt und in einer dreieckigen Umrahmung – auf den Schallplatten, sondern auch auf den anderen Vox-Produkten. Dazu zählten unter anderem ein Abspielgerät, das nach Curt Stilles Wünschen nahezu komplett aus Holz hergestellt wurde, womit die Praktiken des Geigenbaus aufgegriffen werden sollten, das Koffergerät „Voxonette“ und der „Vox-Konzert-Koffer“. Eine Besonderheit waren 17,5-cm-Schellackplatten ohne Mittelloch, die nur mit einem Spezialteller abgespielt werden konnten, weiter verbreitet dürften allerdings die herkömmlichen Schallplatten gewesen sein, die die Vox produzierte.

## Platten
Hergestellt wurden Schallplatten mit 25 und 30 cm Durchmesser, die für eine Umdrehungsgeschwindigkeit von 80/min ausgelegt waren. Verkauft wurden sie zunächst in drei Preisklassen, die an den Farben der Etiketten (rot, grün und blau) zu erkennen waren. Ab 1925 kamen noch Kinderplatten mit 15 cm Durchmesser hinzu, die unter dem Markennamen „Teddy“ verkauft wurden.
Aus dem Studio der Vox dürfte die weltweit seltenste Jazzplatte stammen; jedenfalls kündigte Vox im September 1924 eine Schallplatte mit Aufnahmen des „Neger-Jazz-Orchesters“ G. Ruthland Clapham an, die bislang in keiner Sammlung nachgewiesen werden konnte. Ebenso fehlt ein Nachweis der fremdsprachigen Sonderverzeichnisse für Aufnahmen in russischer, polnischer, lettischer, französischer und englischer sowie weiteren Sprachen, auf die die Vox in einer Veröffentlichung nach dreijähriger Aufnahmetätigkeit hinwies. Künstler wie Georges Baklanoff, Grete Stückgold, Fritz Krauss, Alfred Piccaver, Petar Raitscheff, Emmy Heckmann-Bettendorf, Emanuel List, Arnold Földesy, Erich Kleiber, Eugen d’Albert, Conrad Ansorge, Bernard Etté, Gabriel Formiggini, Georges Boulanger und Tino Valeria hatten (zum Teil Exklusiv-) Verträge mit der Vox.
Über neue Plattenangebote wurde das Publikum bis 1926 informiert durch monatliche Listen, die in der Phonographischen Zeitschrift abgedruckt wurden. Danach wurde eine eigene Hauszeitschrift eingerichtet, die Vox-Nachrichten. Diese Zeitschrift erschien bis zum Mai 1927.

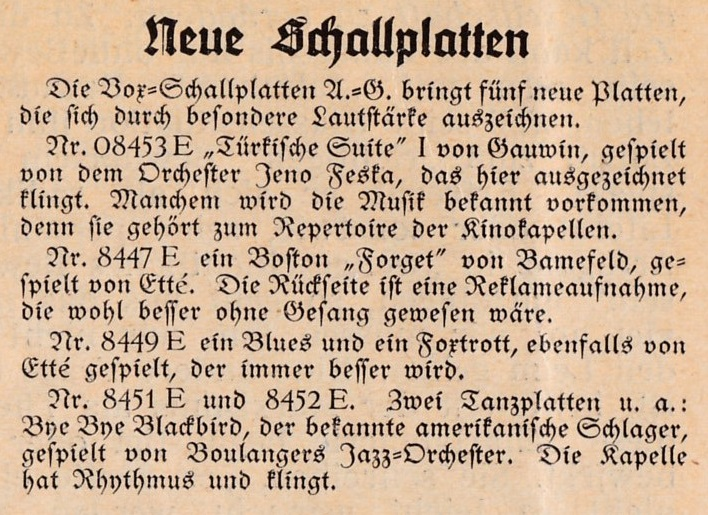
Werbung für neue Schallplatten, u. a. mit Bernhard Etté 1927

Eine Orientierung über die Inhalte einzelner Platten war auch über die Bestellnummern möglich. Die 1.000er Serie stand für Orchesteraufnahmen, die 2.000er Nummern waren Damen-, die 3.000er Nummern Herrenstimmen gewidmet. Die 4.000er Serie war mehrstimmigen Gesängen vorbehalten, in der 5.000er Serie wurde Komik veröffentlicht. Die 6.000er Serie umfasste Instrumental- und die 8.000er Serie Orchesteraufnahmen. Höhere Zahlen bezeichneten Aufnahmen in verschiedenen Sprachen, so war etwa die 10.000er Serie holländischen, die 20.000er Serie indischen und die 30.000er Serie schwedischen Aufnahmen zugewiesen, ab Nr. 35.000 waren tschechische und ab Nr. 40.000 finnische Aufnahmen zu finden. Die Kinderschallplatten fanden sich in der Teddy-T-Serie, für holländische Kinderschallplatten gab es die Teddy-HT-Serie und für Sprachkurse wurde die Sperling-SP-Serie eingerichtet. Den größeren Durchmesser von 30 cm bezeichnete eine Null oder ein Sternchen vor der Bestellnummer. Akustische Aufnahmen hatten außerdem das Suffix „-A“ hinter der Matrizennummer, sofern es sich um 30-cm-Platten aus Deutschland handelte; für gleichartige Platten für das Ausland galt das Suffix „-C“. Akustische Aufnahmen auf 25-cm-Platten wurden mit dem Suffix „-B“ für Deutschland und „-D“ für das Ausland gekennzeichnet. 15-cm-Platten, die mit dem akustischen Verfahren aufgenommen worden waren, hatten in Deutschland das Suffix „-Z“, im Ausland „-E“. Elektrische Aufnahmen wurden in Deutschland durch „-AA“ bzw. „-BB“ für die größeren und die kleineren Platten gekennzeichnet, für das Ausland erhielten sie die Kennzeichnung „-F“ (30 cm) und „-G“ (25 cm). 15-cm-Platten wurden offenbar nicht elektrisch aufgenommen.

## Niedergang
Die Einführung des elektrischen Aufnahmeverfahrens um die Mitte der 1920er Jahre stellte die Vox vor Probleme. Das Westinghouse-Patent konnte oder wollte sie nicht erwerben, weshalb hauseigene Aufnahmeverfahren entwickelt werden mussten. Die Ergebnisse waren zunächst nicht befriedigend. Ab 1924 gelangten zwar Platten mit elektrischen Aufnahmen in den Handel, wurden jedoch zunächst nicht durch Aufschrift als solche gekennzeichnet. Bezeichnungen wie „Elektrische Aufnahme“ oder „Elektro-Vox“ erschienen erst später auf den Plattenetiketten. Die Vox-Nachrichten wiesen erst 1926 erstmals auf elektrische Aufnahmen mit Elisabeth Bergner hin.
Ein weiteres Problem stellten die stockenden Geschäftsbeziehungen mit US-amerikanischen Geschäftspartnern dar. Die Vox Corporation of America, die in New York gegründet wurde, sollte helfen, die Produktionskosten zu senken, indem Matrizen ausgetauscht wurden, konnte aber die Radiex nur zur Übernahme von wenigen Titeln bewegen. Ab 1927 gab man diese Bemühungen überhaupt auf – offenbar wurde nur eine einzige Schallplatte von der Vox Corporation of America produziert. Statt auf US-amerikanische Geschäftspartner setzte man nun auf europäische. Die Vox übernahm im Herbst 1928 in Deutschland den Alleinvertrieb für die aus England stammenden Duophone unbreakable Records. Auch versuchte sie mit der Schweizer Kalophon die Herstellung unzerbrechlicher Schallplatten einzuleiten. Die Versuche waren allerdings nicht erfolgreich.
Der Niedergang der Vox-Schallplatten- und Sprechmaschinen-AG wurde durch die Weltwirtschaftskrise besiegelt. Im Frühjahr 1929 stellte sie ihre Schallplattenproduktion ein; die Produktionsanlagen in Steglitz gingen in den Besitz von Isiphon, später Electrocord bzw. Cordy, über. Pläne, die Marke Vox neu entstehen zu lassen, wurden vom ehemaligen Inhaber der Isi-Werke zwar geäußert, aber nicht verwirklicht. Hertie übernahm die Matrizen der Vox und stellte damit Billigschallplatten her, später kaufte die Crystalate Company (Kristall) die Aufnahmen und verwertete sie unter ihrem eigenen Etikett. Bei der Übernahme der Crystalate durch Lindström im Jahr 1937 wurden die Vox-Aufnahmen bereits nicht mehr genutzt.

## Televox

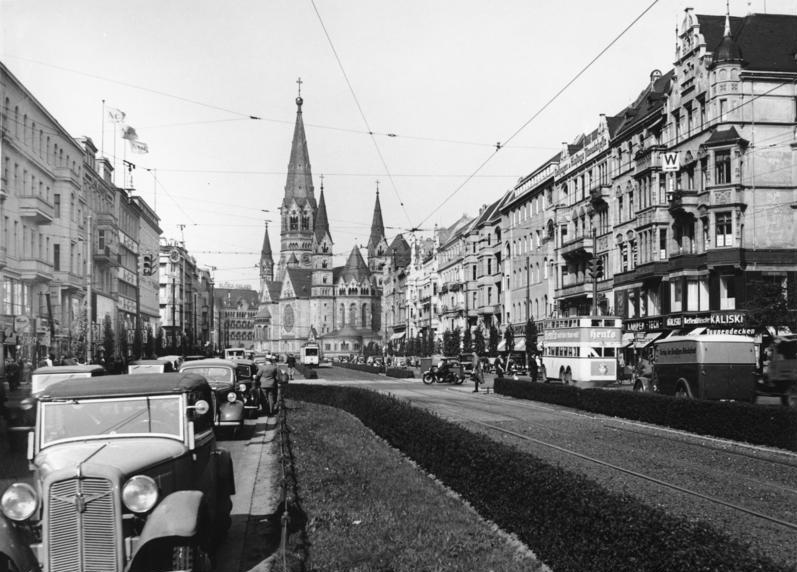
Die Tauentzienstraße im Jahr 1938

Otto Klung ließ im Mai 1930 die Markenbezeichnung „Televox“ beim Handelsgericht eintragen und gründete 1939 die Televox-Schallplatten-Gesellschaft, die ihre Zentrale in der damaligen Neuen Königsstraße (heute: Rathausstraße) und ihre Dependance in der Tauentzienstraße hatte und auch Amateuraufnahmen ermöglichte. Plattenpressungen fanden nur nach verbindlicher Bestellung und ab einer Auflage von 200 Stück statt. Eine Jazz-Anthologie wurde kurz vor dem Beginn des Zweiten Weltkriegs begonnen und konnte dann nicht mehr fortgeführt werden. Zwischen 1941 und 1943 konnte Klung allerdings einige Aufnahmen als Sonderanfertigungen verbreiten; außerdem verkaufte er Schallplatten fremder Marken in seinem Geschäft. Klungs Aufnahmetechniker Gerd Pick nahm am 3. April 1942 eine illegale Jazz-Jamsession auf, die erst 44 Jahre später ihre erste Veröffentlichung erlebte. Die Zentrale der Televox fiel den Bombenangriffen zum Opfer; die Niederlassung in der Tauentzienstraße 5 überstand den Krieg und wurde erst 1953 geschlossen, als Klung sie durch das fast benachbarte KaDeWe bedroht sah.